# Allium tashkenticum
Allium tashkenticum är en amaryllisväxtart som beskrevs av Furkat Orunbaevich Khassanov och Reinhard M. Fritsch. Allium tashkenticum ingår i släktet lökar, och familjen amaryllisväxter. Inga underarter finns listade i Catalogue of Life.